# Colibri guaïnumbi
Polytmus guainumbi
Espèce
Statut de conservation UICN

 LC  : Préoccupation mineure
Statut CITES
Le Colibri guaïnumbi (Polytmus guainumbi) est une espèce de colibris de la sous-famille des Polytminae.

## Distribution
Le Colibri guaïnumbi est présent en Colombie, en Argentine, au Venezuela, au Pérou, en Bolivie, sur l'île de Trinité, au Brésil, au Guyana, en Guyane, au Suriname et au Paraguay.

Carte de répartition de l'espèce

## Référence
(en) « Neotropical Birds Online », Cornell Lab of Ornithology, 2 juillet 2011